# École nationale supérieure des mines d'Albi-Carmaux
Fundada em 1993, a École nationale supérieure des mines d'Albi-Carmaux (ou Mines Albi ou ENSTIMAC) é uma escola de engenharia, instituição de ensino superior público localizada na cidade do Albi, França.
A Mines Albi está entre as mais prestigiadas grandes écoles de 
Engenharia da França, assim como todas as escolas do grupo Toulouse Tech. 
Campus da Mines Albi situa-se no pólo universitário da Université Fédérale Toulouse Midi-Pyrénées.

## Mines Albi Estudos: formação de engenheiro, mestres e doutores
A Mines Albi diploma engenheiros généralistes ao final de três anos de estudo.
Para ser adtimido em uma grande école o aluno deve ser aprovado em um vestibular 
após ter cursado dois anos de Classe Préparatoire. 

## Laboratórios e centros de investigação
- Energias renováveis, biomassa e eco-atividades
- Pós, saúde e nutrição
- Materiais e processos para a aeronáutica eo espaço[3]
- Melhoria dos processos de negócios.